# إبراهيم قبيسي
إبراهيم محمد القبيسي الملقّب "أبو موسى القبيسي" (1962-24 أيلول 2024) كان قائدًا ميدانيًا في حزب الله ورئيس نظام الصواريخ للقوات المسلحة للحزب. قُتِل في عملية اغتيال مستهدفة من قبل سلاح الجو الإسرائيلي في ال24 من أيلول عام 2024 خلال العدوان الاسرائيلي على لبنان في الضاحية الجنوبية (بيروت).
أعلن حزب الله اللبناني، فجر يوم الأربعاء 25 أيلول عام 2024، أنّ أحد قادته العسكريين، إبراهيم القبيسي، قُتل في غارة إسرائيلية استهدفت الثلاثاء الضاحية الجنوبية لبيروت، معقل التنظيم.
وقال الحزب في بيان، إنّ القائد إبراهيم محمد القبيسي الملقب الحاج أبو موسى القبيسي، وهو من مواليد مقديشو 1962، «ارتقى شهيداً على طريق القدس».

## مواضيع ذات صلة
- هجمات حزب الله على إسرائيل (2023–الآن)
- الحرب الفلسطينية الإسرائيلية 2023